# Enfield Chase

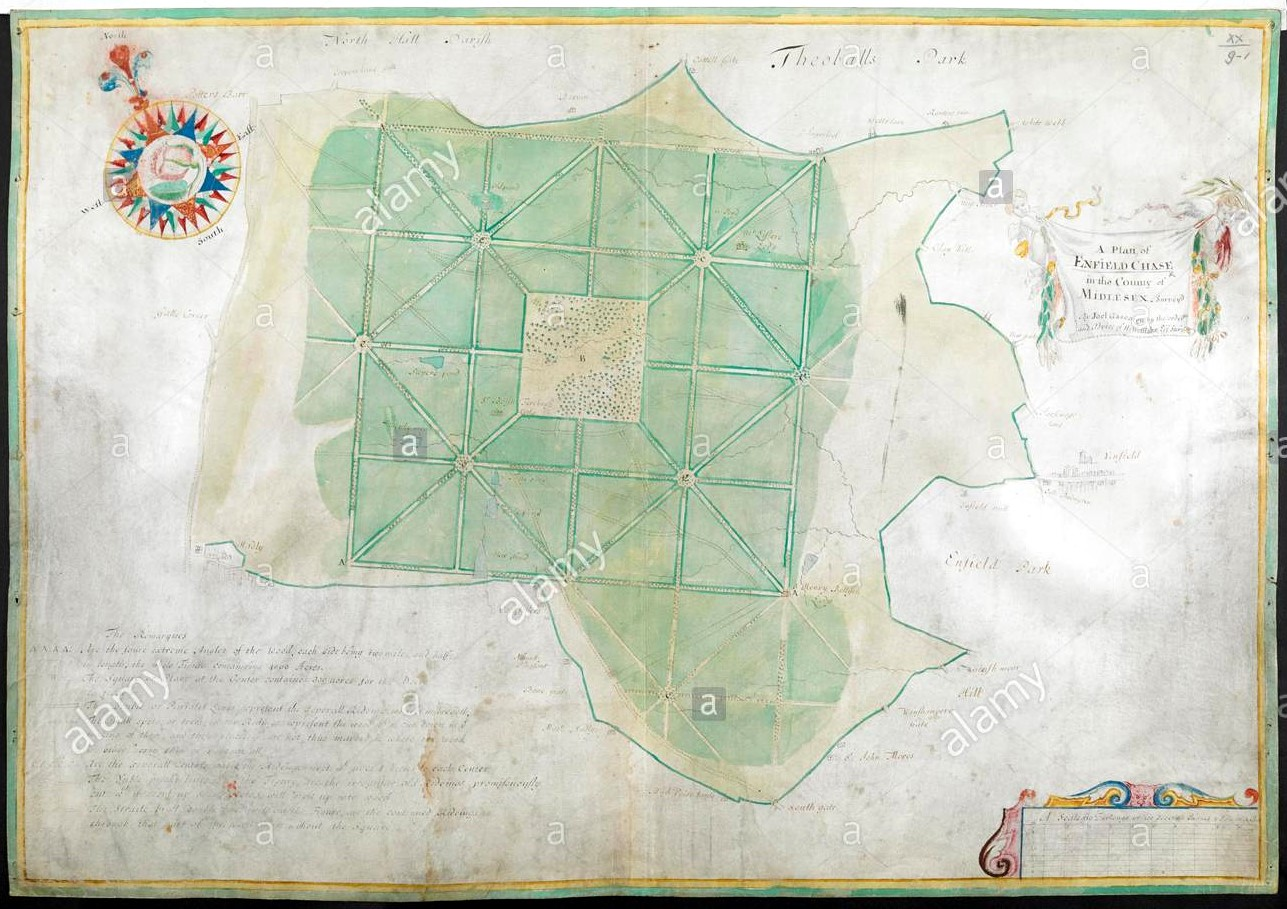
Plan d'Enfield Chase

Enfield Chase est un quartier du borough londonien d'Enfield au nord du grand Londres. Il était autrefois couvert de forêts et utilisé comme chasse royale au cerf. Bien qu'il ne soit pas un « lieu » officiellement reconnu, la paroisse de Ste Marie Madeleine de l'Église d'Angleterre, en détient officiellement le titre, qui a été ressuscité en 1883, lorsque l'église a été commandée par Georgiana Twells et construite par William Butterfield.